# HD 220074
HD 220074 — звезда, которая находится в созвездии Кассиопея на расстоянии около 946 световых лет от нас. Вокруг звезды обращается, как минимум, одна планета.

## Характеристики
HD 220074 — звезда 6,4 видимой звёздной величины; впервые в астрономической литературе упоминается в каталоге Генри Дрейпера, изданном в начале XX века. Ранее считалось, что звезда представляет собой оранжевый карлик, однако недавние исследования показали, что это крупный красный гигант. Масса звезды равна 1,2 массы Солнца, а по размерам она превосходит наше дневное светило почти в 50 раз. Температура поверхности HD 220074 составляет приблизительно 3935 кельвинов. Её возраст оценивается приблизительно в 4,5 миллиарда лет.

## Планетная система
В 2012 году группой южнокорейских астрономов из обсерватории Бохёнсан (Bohyunsan Optical Astronomy Observatory) было объявлено об открытии планеты HD 220074 b в системе. Это газовый гигант, превосходящий по массе Юпитер в 11 с лишним раз. Планета обращается на расстоянии 1,6 а.е. от родительской звезды, совершая полный оборот 672 суток. Открытие планеты было совершено методом доплеровской спектроскопии.